# Rasá
Rasá je mytická řeka ve védské mytologii, která obtéká svět či nebesa, později byla pod jménem Rasátalá ztotožnovaná s Pátalou – podsvětím. Odpovídá řece Ranhá, zmiňované v Avestě, a skytské řece Rha, zmiňované Ptolemaiem. Je zmiňována v rgvédských hymnech 1.112, 4.43, 5.41, 5.53, 8.72, 9.41, 10.75, 10.108 a 10.121, často po řekách Sarasvatí a Sinhu.
Obtékáním světa se Rasá podobá avestánské Ranhá a řeckému Ókeanu, její pozdější ztotožnění s podsvětím zas upomíná na řeckou Styx. Na této řece leží ostrov kde byli v jeskyni Vala ukryta stáda, ztotožňovaná se slunečním světlem a je zmiňovaná společně s Ašviny – byla jimi naplněna když pomáhali Trišokovi a snad jí také překračují když vozí Súrju, dceru Slunce, po obloze.
Vzhledem k tomu že je Rasá v rgvédském hymnu 5.53 zmiňovaná společně s Krumu, dnešní řekou Kurram, a  Kubhou, dnešní řekou Kábul, předpokládali někteří badatelé že se jednalo o řeku skutečnou, nejspíše přítok Indu. Sanjay Sonawani se domnívá že šlo původně o Tigrid, později však kvůli vzdálenosti se tak počala nazývat čistě mytická řeka.